# سیارک ۳۶۳۰
سیارک ۳۶۳۰ (به انگلیسی: 3630 Lubomir، نامگذاری:1984QN) سه هزار و ششصد و سیمین سیارک کشف شده‌است که در ۲۸ اوت ۱۹۸۴ کشف شد.
قدر مطلق سیارک برابر ۱۲٫۵۰ است.